# 珀克斯 (伊利諾伊州)
珀克斯（英語：Perks）是位於美國伊利諾伊州普瓦斯基縣的一個非建制地區。該地的面積和人口皆未知。

## 地理
珀克斯的座標為37°18′35″N 89°04′51″W / 37.30972°N 89.08083°W，而該地的平均海拔高度為104米（即341英尺）。